# Francisco Arias Maldonado
Francisco Arias Maldonado (Salamanca, c. 1545 - c. 1625) fue un funcionario español.
En 1573 se licenció y graduó como bachiller de Leyes en la Universidad de Salamanca, tras lo cual desempeñó la profesión en su ciudad natal y sirvió como regidor y procurador de Cortes (1579-1582). Concluida estas, pidió al rey la concesión de alguna merced, principalmente una plaza togada en Granada o Valladolid, pero finalmente tuvo que conformarse con cincuenta mil maravedís de juro, los cuales tendría con carácter vitalicio o hasta que recibiese otra merced equivalente.
El 24 de agosto de 1583 fue designado alcalde mayor de la Real Audiencia de Galicia y en 1589, mientras ejercía el cargo, participó en la defensa de la ciudad de La Coruña ante el ataque del corsario Francis Drake. El 7 de febrero de 1591 fue llamado a Madrid para desempeñar una alcaldía de Casa y Corte, y el 13 de septiembre de 1601 ascendido a una plaza togada en el Consejo de Indias. 
Finalmente, el 5 de junio de 1616, recibió la maestrecolía de Salamanca, a donde se trasladó y falleció cerca del año 1625.